# 荒木夏実
荒木 夏実（あらき なつみ）は、日本のキュレーター。東京芸術大学准教授。

## 来歴
フランスのパリに生まれる。慶應義塾大学文学部を卒業後、英国レスター大学ミュージアム・スタディーズ学部修士課程を修了した。
1994年から2002年まで三鷹市芸術文化振興財団、2003年から2018年まで森美術館で、それぞれキュレーターとして勤務した。この間、2010には慶應義塾大学の非常勤講師も務めた。
「ゴー・ビトゥイーンズ展」で第26回倫雅美術奨励賞、第10回西洋美術振興財団学術賞を受賞した。

## 企画
- 「曽根裕：スクープ」(1996)
- 「サイモン・パタソン：言葉とイメージの遊戯室」(1998)
- 「フロリアン・メルケル：From Berlin to Tokyo」(2000)
- 「オフロ・アート：銭湯の背景画」(2002)
- 「ストーリーテラーズ：アートが紡ぐ物語」(2005)
- 「六本木クロッシング2007：未来への脈動」(2007)
- 「小谷元彦展：幽体の視覚」(2010)
- 「LOVE展：アートにみる愛のかたち」(2013)
- 「ゴー・ビトゥイーンズ展：こどもを通して見る世界」(2014)
- 「彼女たちは歌う」(2020)
- 「居場所はどこにある？」(2021)